# Hadronyche anzses
Hadronyche anzses là một loài nhện trong họ Hexathelidae. Loài này phân bố ở Queensland.